# Habitatge al carrer Sénia del Barral, 11 (Lloret de Mar)
L'edifici situat al carrer Sénia del Barral, 11 és una obra del municipi de Lloret de Mar (Selva) inclosa en l'Inventari del Patrimoni Arquitectònic de Catalunya. És un immoble de dues plantes, entre mitgeres, cobert amb una teulada a dues aigües de vessants a façana. Està ubicat al costat esquerre del carrer Sénia del Barral.

## Descripció
La façana principal és la que dona al carrer Sénia del Barral i està estructurada internament sobre tres crugies. La planta baixa consta de tres obertures, a destacar especialment dues: per una banda, el gran portal quadrangular d'accés equipat amb una poderosa llinda monolítica de grans dimensions, en el centre de la qual es llegeix la data de "1 7 + 2 1", i muntants molt ben treballats i escairats. Mentre que per l'altra, a la dreta trobem una finestra quadrangular amb llinda i muntants de pedra i coberta amb un enreixat de ferro colat.
En el primer pis trobem tres obertures de similar tipologia, és a dir: tres finestres rectangulars equipades amb llinda monolítica, muntants i ampit treballat. Tanca la façana en la part superior un ràfec format per tres fileres: la primera de rajola plana i la segona i la tercera de teula.
El material estrella present en la façana és la pedra. Una pedra però que la trobem present en dues modalitats: per una banda, les llindes i muntants del portal i la finestra de la planta baixa són de granit; mentre que les respectives llindes, muntants i ampit de les tres finestres del primer pis són de pedra sorrenca.
L'estat de conservació de l'edifici és bastant lamentable com així ho acrediten ràpidament des de l'abrupta vegetació que creix en la teulada que tot apunta a una manca total de manteniment de l'edifici; passant per les clapes que afloren per tot l'espai físic de la façana, en les quals s'ha desprès l'arrebossat i fins a arribar al gran entramat de cables i tubs escampats arbitràriament per tota la façana. Tot i que l'estat de conservació no és crític, ja que les estructures portants són bones, no s'ha d'esperar que l'immoble arribi a tal situació per actuar en ell, sinó tot el contrari, perquè s'ha de practicar un manteniment constant.